# Семен Остренко
Семен Михайлович Остренко (Острянський) (? — після 1673) — військовий і політичний діяч доби Гетьманщини. Гадяцький полковник (1666-1668, 1672-1673).

## Життєпис
Вперше згаданий у документах як сотник Першої Гадяцької полкової сотні (1665-1666). У липні 1666 року — призначений гадяцьким полковником. У серпні на чолі вірних гетьману Ів. Брюховецькому полків бере участь у придушенні повстання Переяславського полку.
У січні 1668 року підтримав антимосковський виступ гетьмана Ів. Брюховецького. У березні-червні очолював успішну оборону Котельви від московських військ воєводи Гр. Ромодановського. Того ж року на посаді полковника замінений Іваном Дуб'ягою.
У січні 1669 року згаданий як військовий товариш Гадяцького полку, прибічник гетьмана П. Дорошенка. Вдруге очолив полк у травні 1672 року. Підписався під Конотопськими статтями.
У 1673 році залишив запис про свій рід у синодику Введенської церкви Києво-Печерської лаври. Подальша доля невідома.
У 1666 році, коли гетьман Ів. Брюховецький наказав спалити в Гадячі відьом, було спалено і дружину полковника С. Остренка. Цей епізод ліг в основу сюжету повісті Гр. Квітки-Основ'яненка «Конотопська відьма».